# Chris Roycroft
Chris Michael Roycroft (Dundee, Illinois, 21 de junio de 1997), más conocido como Chris Roycroft, es un jugador profesional estadounidense de béisbol que se desempeña en la posición de lanzador en St. Louis Cardinals, equipo de las Grandes Ligas de Béisbol (MLB).

## Carrera
En 2024, Roycroft hizo su debut en la MLB con el equipo St. Louis Cardinals, donde lleva jugando una temporada.